# 云阳站 (黄海南道)
雲陽站（韓語：운양역）是位于朝鮮民主主義人民共和國黃海南道新院郡雲陽里的一個鐵路車站。屬於黄海青年線。

## 邻近车站
黃海青年线
御史站 - 雲陽站 - 下成站